# Батавия (Ню Йорк)
Вижте пояснителната страница за други значения на Батавия.
Батавия (на английски: Batavia) е град в САЩ, административен център на окръг Дженесий, щата Ню Йорк. Има население 14 661 души (по приблизителна оценка от 2017 г.) и е известен с местния с бейзболен отбор.